# Моретти, Джузеппе (художник)
Джузеппе Моретти (итал. Giuseppe Moretti) — итальянский живописец-ведутист (мастер живописной ведуты, картины с детальным изображением повседневного городского пейзажа, жанра, особенно популярного в Венеции XVIII века).

## Биография
Биографических сведений о художнике сохранилось мало. Известно, что он был учеником прославленного Каналетто (Джованни Антонио Каналя). С 1782 года Моретти состоял профессором Венецианской академии изящных искусств (Accademia di belle arti di Venezia). Писал виды Венеции и «перспективные росписи» в архитектуре; в источниках упоминается роспись потолка церкви Сан Тома (Святого Фомы) в Венеции.
Живописные работы Моретти были настолько удачны, что их часто принимали за картины самого Каналетто. Есть также сведения, что Моретти был историком и теоретиком архитектуры, но конкретные данные не приводятся.

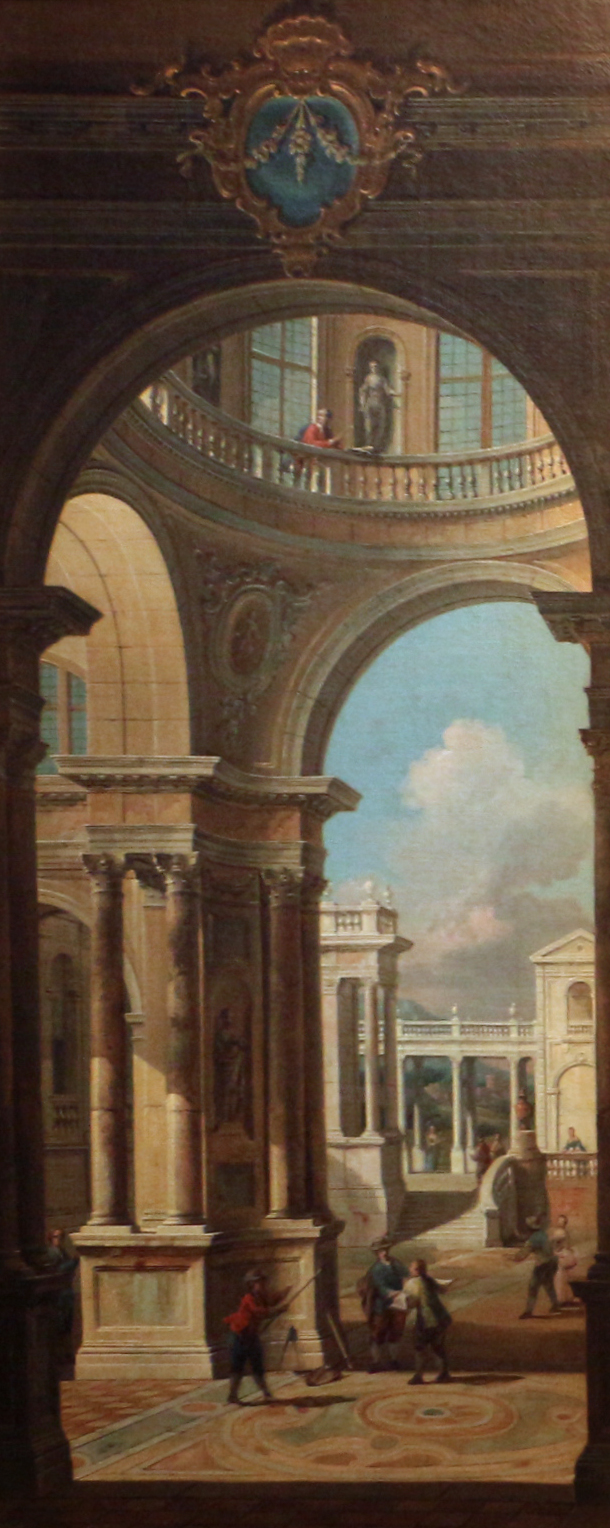
Каналетто и мастерская. Ротонда. Дерево, масло. Галерея Академии, Венеция
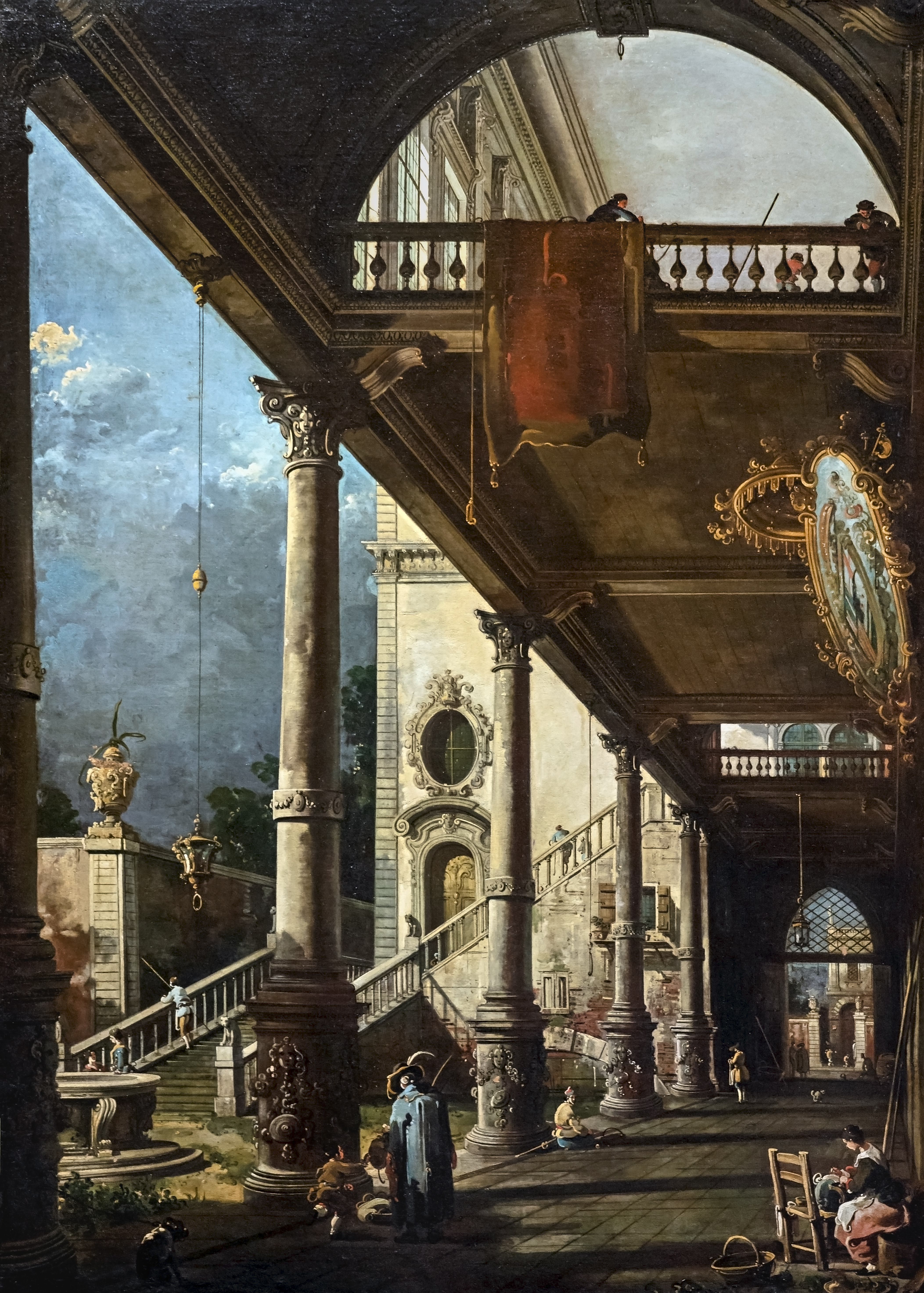
Дж. Моретти. Вид из портика. Холст, масло. Ка-Реццонико, Венеция
Перспектива. 1776. Дерево, масло. Галерея Академии, Венеция
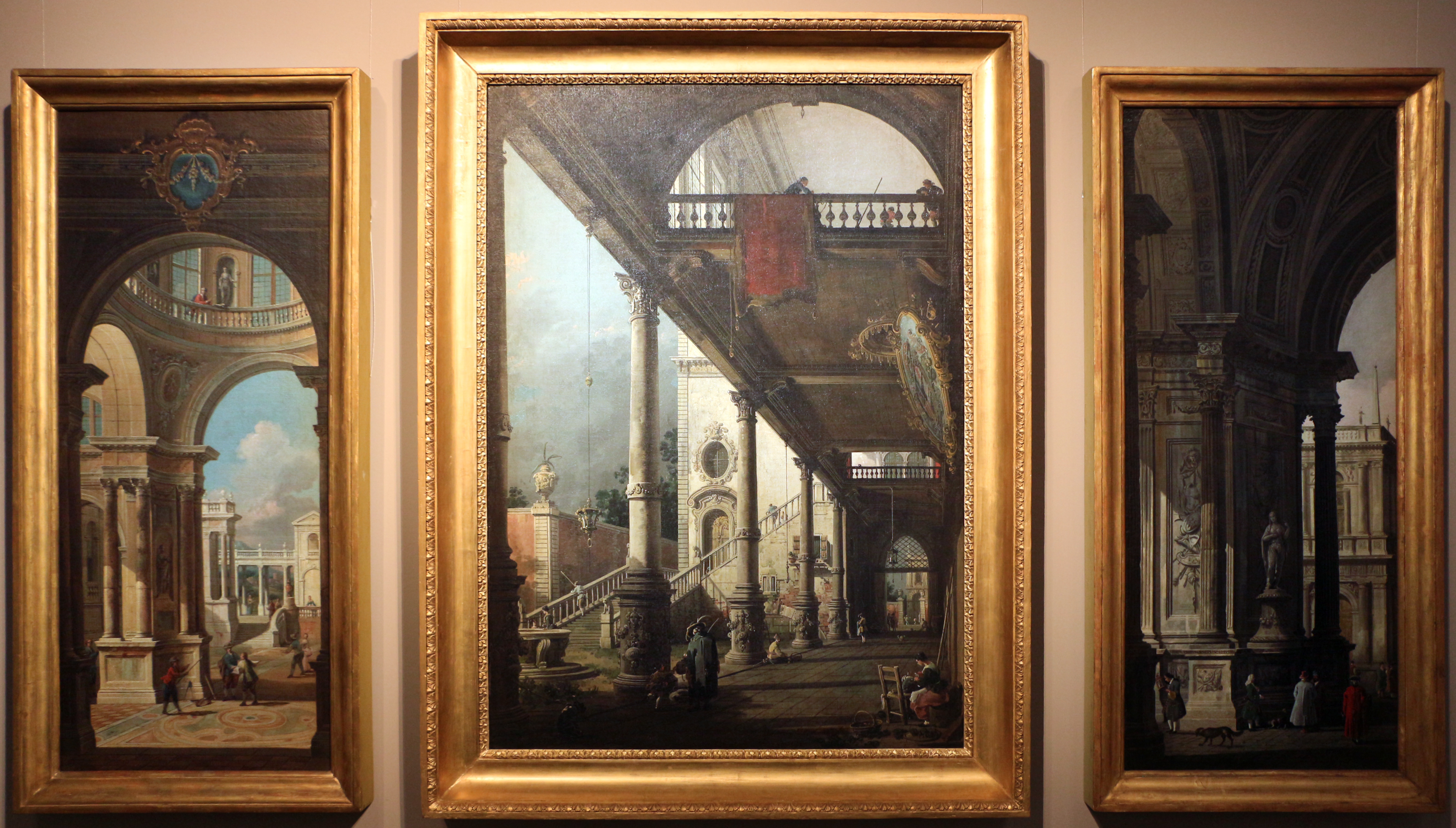
Каналетто и мастерская. Перспективный триптих. Галерея Академии, Венеция